# خوشه ستاره‌ای

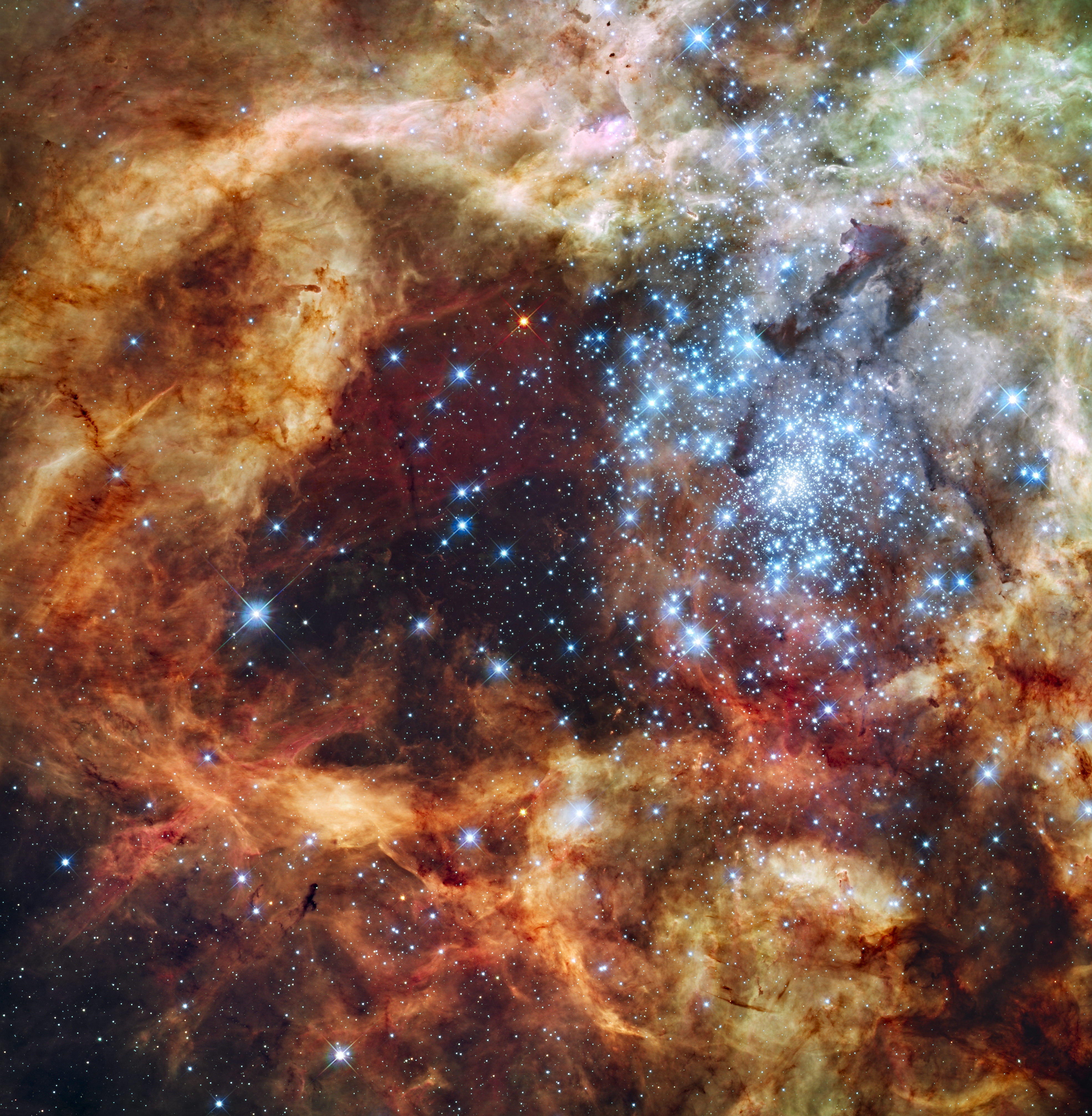
ابرخوشهٔ ستاره‌ای آر۱۳۶، تصویری با تلسکوپ هابل

خوشهٔ ستاره‌ای ان‌جی‌سی ۲۴۶۷ که در سپتامبر ۲۰۱۲ در رصدخانهٔ جنوبی اروپا این تصویر گرفته شده‌است.

اخترخوشه یا خوشهٔ ستاره‌ای (به انگلیسی: Star cluster) مجموعه‌ای از ستارگان است که با نیروی گرانشی دوجانبه به یکدیگر پیوسته‌اند.
ستارگان هر خوشه، هم‌زمان و از یک ابر غبار و گاز زاده شده‌اند و بنابراین سن و ترکیب‌شان مشابه‌است، ولی نوع این ستارگان متفاوت است، چون جرم‌های متفاوتی دارند. چرخهٔ حیاتی ستاره را جرم آن تعیین می‌کند. دو نوع خوشه وجود دارند: خوشهٔ گویچه‌ای و خوشهٔ باز. خوشه‌های کروی پیرتر هستند و در هاله‌ای کروی پیرامون هستهٔ کهکشان راه شیری قرار دارند ولی خوشه‌های جوان‌تر باز، در قرص کهکشان قرار گرفته‌اند.

## خوشه‌های باز
خوشهٔ باز مجموعه‌ای از ستارگان سست‌پیوند است که تعدادشان از کمتر از صد ستاره تا بیش از چند هزار متغیر است. تقریباً ۱٬۲۰۰ خوشهٔ باز شناخته شده در کهکشان‌مان وجود دارد که همگی در قرص کهکشان واقع‌اند. معمولاً آن‌ها چند سال نوری پهنا دارند و شامل ستارگان گروه اول‌اند که جوان و فوق‌العاده درخشان هستند. سرانجام ستارگان خوشه‌های باز به‌خاطر اختلالات گرانشی ناشی از سایر اجرام موجود در کهکشان از یکدیگر دور می‌شوند.

## خوشه‌های گویچه‌ای

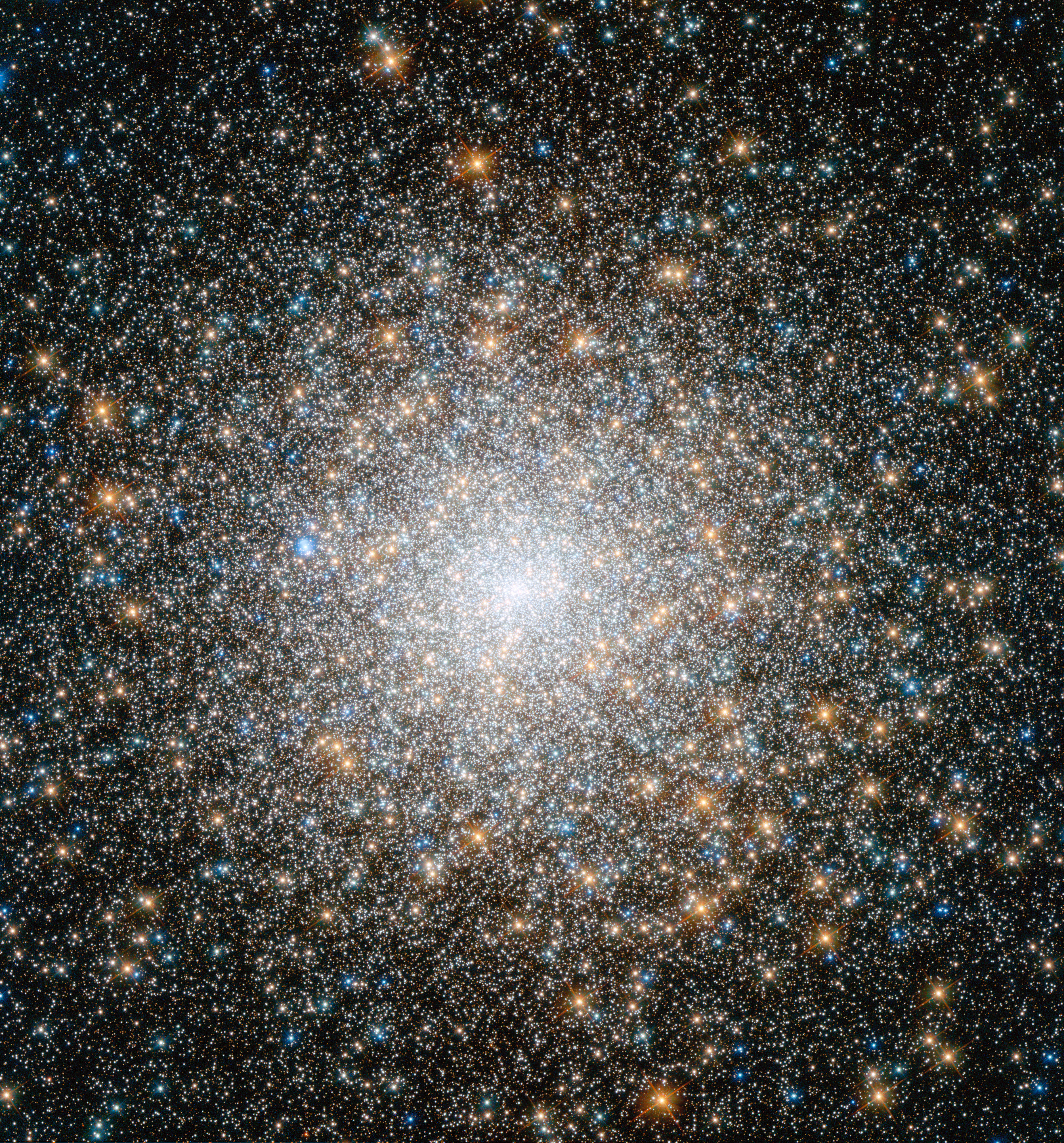
عکس تلسکوپ فضایی هابل از خوشه مسیه ۱۵

خوشهٔ کروی مجموعه‌ای از ستارگان فشرده به یکدیگر است که تعدادشان از ده‌ها هزار تا صدها هزار ستاره متغیر است. خوشه‌های کروی معمولاً دایره‌ای شکل بوده و تقریباً ۱۰۰ سال نوری پهنا دارد. ستارگان‌شان در مرکز خوشهٔ متمرکز شده‌اند. تقریباً ۱۵۰ خوشهٔ کروی شناخته شده در کهکشان ما وجود دارد، که اکثرشان در هالهٔ پیرامون هستهٔ کهکشان قرار دارند. ستارگان خوشه‌های کروی، پیر و از ستارگان گروه دوم هستند.
خوشه‌های کروی زمانی تشکیل شدند که کهکشان ابری کروی بود. هنگامی که کهکشان ما به شکل قرص درآمد، خوشه‌های کروی درون‌هاله‌ای، پیرامون هسته باقی‌ماندند سپس خوشه‌های باز در داخل قرص تشکیل شدند.
این خوشه‌ها سوژه‌های مناسبی برای عکاسی نجومی می‌باشد.

## نمونه‌هایی از خوشه‌ها
- خوشه ستاره‌ای پروین (هفت خواهران): قدمت این خوشهٔ باز ۵۰ میلیون سال است. با چشم غیر مسلح، به صورت مجموعه‌ای از ۶ یا ۷ ستاره به نظر می‌آید. تلسکوپ آشکار می‌کند که آن شامل صدها ستاره‌است.
- مسیه ۱۳ در صورت فلکی هرکول: عرض این خوشه ۱۶۰ سال نوری است، شامل صدها هزار ستاره است که با جاذبه در کنار همدیگر نگه داشته شده‌اند. دیرینگی بسیاری از ستارگانش به ۱۰ م. می‌رسد.